# London Boulevard
London Boulevard is een Britse misdaadfilm/film noir uit 2010 geregisseerd door William Monahan met Colin Farrell, Keira Knightley en David Thewlis in de hoofdrollen.

## Synopsis
Harry Mitchel (Farrell) wordt vrijgelaten uit de gevangenis en wil de criminaliteit achter zich laten. Hij accepteert een baan als lijfwacht van Charlotte (Knightley), een jonge actrice die zich in haar huis heeft teruggetrokken. Tegelijkertijd wordt hij toch weer terug de onderwereld ingetrokken.

## Cast
| Acteur           | Personage      |
| ---------------- | -------------- |
| Colin Farrell    | Harry Mitchel  |
| Keira Knightley  | Charlotte      |
| David Thewlis    | Jordan         |
| Anna Friel       | Briony Mitchel |
| Ben Chaplin      | Billy Norton   |
| Ray Winstone     | Rob Gant       |
| Eddie Marsan     | DS Bailey      |
| Sanjeev Bhaskar  | Dr Sanji Raju  |
| Stephen Graham   | Danny          |
| Ophelia Lovibond | Penny          |
| Gerald Home      | The Undertaker |
| Matt King        | Fletcher       |

## Ontvangst
De film werd door critici overwegend matig ontvangen, Hoewel de stijl geprezen werd, was het plot clichématig.